# Rhyacophila rupta
Rhyacophila rupta är en nattsländeart som beskrevs av Mclachlan 1879. Rhyacophila rupta ingår i släktet Rhyacophila och familjen rovnattsländor. Utöver nominatformen finns också underarten R. r. erkakanae.